# Slammiversary (2023)
Slammiversary (2023) – gala wrestlingu organizowana przez amerykańską federację Impact Wrestling (IW), która była nadawana na żywo w systemie pay-per-view i za pośrednictwem platformy Fite.tv. Odbyła się 15 lipca 2023 w St. Clair College w Windsor w prowincji Ontario w Kanadzie. Była to dziewiętnasta gala z cyklu Slammiversary, a zarazem trzecie per-per-view IW w 2023.
Na gali odbyło się jedenaście walk, w tym dwie w pre-show i jedna nagrana jako digital exclusive. W walce wieczoru, Alex Shelley pokonał Nicka Aldisa broniąc Impact World Championship. W innych ważnych walkach, Trinity pokonała Deonnę Purrazzo zdobywając Impact Knockouts World Championship, Scott D’Amore i Eric Young pokonali Bully’ego Raya i Deanera oraz Lio Rush pokonał Chrisa Sabina zdobywając Impact X Division Championship. Gala obejmowała powroty Jake’a Somethinga, który brał udział w Ultimate X matchu; Eric Young, który wcześniej miał podpisany kontrakt z WWE przed galą; Traci Brooks (która pojawiła się jako menadżerka Frankiego Kazariana) oraz Josha Alexandera, który doznał rozdarcia tricepsa.

## Tło
24 marca 2023 roku podczas gali Sacrifice, Impact Wrestling ogłosił, że Slammiversary odbędzie się 15 lipca 2023 w St. Clair College w Windsor w prowincji Ontario w Kanadzie.

## Rywalizacje
Slammiversary oferowało walki wrestlingu z udziałem różnych zawodników na podstawie przygotowanych wcześniej scenariuszy i rywalizacji, które są realizowane podczas cotygodniowych odcinków programu Impact!. Wrestlerzy odgrywają role pozytywnych (face) lub negatywnych bohaterów (heel), którzy rywalizują pomiędzy sobą w seriach walk mających budować napięcie.

### Pojedynek o Impact World Championship
Na Against All Odds, Nick Aldis wygrał pierwszy w historii „8-4-1 match” i został pretendentem numer jeden do mistrzostwa świata Impact na Slammiversary. Później w walce wieczoru, Alex Shelley pokonał Steve’a Maclina i po raz pierwszy został mistrzem świata Impact, a Aldis został teraz jego pierwszym pretendentem na Slammiversary.

### Pojedynek o Impact Knockouts World Championship
4 maja na odcinku Impact!, Trinity (wcześniej Naomi w WWE) zadebiutowała w Impact, dając do zrozumienia, że ma na oku mistrzostwo świata Impact Knockouts. Ta deklaracja wkrótce przyciągnie mistrzynię Deonnę Purrazzo, a ta dwójka i Jordynne Grace dzieliły się napiętym spojrzeniem na ringu. Prawie miesiąc później, 1 czerwca, po tym, jak Trinity wygrała swoją walkę, wyzwała Purrazzo na pojedynek o tytuł na Slammiversary. Purrazzo przyjęła wyzwanie i wkrótce walka została oficjalnie ogłoszona.

### Scott D’Amore i TBA vs. Bully Ray i Deaner
Na Under Siege, ówczesny mistrz świata Impact, Steve Maclin, obronił tytuł przeciwko PCO w No Disqualification matchu. Po walce, zgodnie z umową zawartą poprzedniej nocy na Impact!, prezes Impact, Scott D’Amore, wyszedł, aby zapiąć pas tytułowy wokół talii Maclina, chociaż Maclin odmówił podania dłoni D’Amore, zgodnie z umową. Jednak gdy D’Amore patrzył, jak Maclin odchodzi, Bully Ray podszedł od tyłu i udusił D’Amore kablem. Matthew Rehwoldt, PCO i The Motor City Machine Guns (Alex Shelley i Chris Sabin) próbowali interweniować, ale wszyscy zostali zamknięci przez Raya i Maclina. Wszystko to zakończyło się tym, że obaj umieścili D’Amore przez płonący stół. Dwa tygodnie później na Against All Odds, Ray brał udział w „8-4-1 matchu”, kiedy D’Amore uderzył Raya stalowym krzesłem, aby go obezwładnić. Tydzień później na Impact!, Ray wyemitował promo, w której ujawnił, że złożył skargę do zarządu Anthem Sports & Entertainment w sprawie zaangażowania D’Amore w jego biznes. Wkrótce potem D’Amore skonfrontował się z Rayem, mówiąc, że zarząd poradził mu, aby wziął urlop z obowiązków prezesa. D’Amore powiedział również, że zgadza się z zarządem, ale tylko dlatego, że pozwoliło mu to zaatakować Raya od razu. Maclin wkrótce miał wyjść i ponownie pomóc Rayowi, zanim pojawił się PCO i pokonał obu mężczyzn. Odzyskany D’Amore ogłosił następnie, że przed oficjalnym przyjęciem urlopu podpisał tag team match na Slammiversary, w którym Ray i Maclin zmierzą się z PCO i nim samym. Byłaby to pierwsza oficjalna walka D’Amore od 4 lat. 29 czerwca Impact ogłosił, że były egzekutor Detroit Red Wings, Darren McCarty, z którym Bully Ray miał wcześniejszą historię, będzie występował jako specjalny enforcer. 8 lipca Impact ogłosił na swojej stronie internetowej, że Maclin nie może uczestniczyć na Slammiversary z powodu poważnej kontuzji podczas Down Under Tour. Nowy partner Raya w tag teamie został ogłoszony na żywo w Busted Open Radio w następny poniedziałek jako Deaner. Tymczasem D’Amore nie wyznaczył jeszcze swojego nowego partnera.

### Sytuacja tytułu Impact X Division Championship
29 czerwca na odcinku Impact!, Lio Rush zadebiutował na ringu w Impact Wrestling. Później w nocy, gdy mistrz świata Impact Alex Shelley i Nick Aldis toczyli bójkę, partner zespołowy Shelleya, mistrz Impact X Division Chris Sabin, próbował interweniować w imieniu Shelleya, ale Rush skoczył z tyłu. W związku z tym Sabin rzucił wyzwanie Rushowi na walkę o mistrzostwo X Division na Slammiversary, który Impact ogłosił następnego dnia. Oprócz walki o tytuł, Impact ogłosił także Ultimate X match na Slammiversary, w którym zwycięzca zdobędzie gwarantowaną walkę o mistrzostwo X Division w wybranym przez siebie czasie i miejscu. Uczestnikami są: Mike Bailey, Jonathan Gresham, Kushida, Kevin Knight i Angels.

### Pojedynek o Impact Knockouts World Tag Team Championship
22 czerwca na odcinku Impact!, Killer Kelly pokonała Taylor Wilde, połowę mistrzyń Impact Knockouts World Tag Team The Coven. Po walce, Wilde i jej partnerka KiLynn King zaatakowały Kelly, ale ta ostatnia została uratowana przez jej dawną rywalkę Mashę Slamovich z psią obrożą i łańcuchem. W następnym tygodniu, Slamovich pokonała King w pojedynku. Wilde mocno zaangażowała się w walkę, ale ostatecznie została wyeliminowana przez Kelly z łańcuchem zapiętym na szyi. Po walce, Slamovich zapinała drugi koniec łańcucha na jej szyi i przyciągała Kelly do siebie, sygnalizując nowe partnerstwo pomiędzy nimi. 4 lipca. Impact ogłosił na swojej stronie internetowej, że The Coven będzie bronić mistrzostwa Knockouts World Tag Team Championship przeciwko Kelly i Slamovich na Slammiversary.

### Pojedynek o Impact Digital Media Championship
22 czerwca na odcinku Impact!, Joe Hendry obronił mistrzostwo Impact Digital Media przeciwko Yuyi Uemurze, a Kenny King nieoczekiwanie wygłosił komentarz jako gość specjalny. Po walce King złapał pas tytułowy Hendry’ego od sędziego, trzymając go przez dłuższy czas, po czym rzucił z powrotem w Hendry’ego. W następnym odcinku, po tym, jak King wygrał swoją walkę, Hendry wyświetlił teledysk, który podkreślał przeszłe sztuczki Kinga jako męskiego striptizera. 6 lipca Impact ogłosił na swojej stronie internetowej, że King zmierzy się z Hendrym o mistrzostwo mediów cyfrowych na pre-show Countdown to Slammiversary.

### Eddie Edwards vs. Frankie Kazarian
Na Against All Odds, Frankie Kazarian pokonał Eddiego Edwardsa w ich pierwszym pojedynku jeden na jednego w historii. W następnym odcinku Impact!, Kazarian kpił z Bully’ego Raya i Steve’a Maclina za ich nieudany atak na Scotta D'Amore i PCO, a Edwards poparł go, wierząc, że ich związek został naprawiony. Doprowadziło to do tag team matchu w następnym tygodniu, w którym Edwards i Kazarian przegrali z Rayem i Maclinem. W końcowych momentach walki, Kazarian miał Maclina w poddaniu chicken wing, kiedy Edwards wykonał kopnięcie, które najwyraźniej miało trafić w Maclina, ale zamiast tego uderzył Kazariana. Edwards i Kazarian później wspólnie zgodzili się, że są lepszymi przeciwnikami niż sojusznikami, ponownie walcząc ze sobą w pojedynku na Impact! z 6 lipca. Tam Edwards wygrał po ciężkiej interwencji swojej żony Alishy Edwards. Za kulisami po walce Kazarian wyzwał Edwardsa na jeszcze jedną walkę na Slammiversary, przyprowadzając swoją żonę, byłą Impact Knockoutkę Traci Brooks, jego kontrę na Alishę przy ringu.

## Wyniki walk
| Nr | Wyniki | Stypulacje                                                             | Czas  |
| --- | --- | ---------------------------------------------------------------------- | ----- |
| 1D | Heath i Bhupinder Gujjar pokonali The Good Hands (Jasona Hotcha i Johna Skylera) poprzez pinfall                                                                                             | Singles match                                                          | 5:04  |
| 2P | Jody Threat i The Death Dollz (Courtney Rush i Jessicka) pokonali The SHAWntourage (Gisele Shaw, Savannah Evans i Jai Vidala) poprzez pinfall                                                | Six-person tag team match                                              | 5:34  |
| 3P | Kenny King (z Sheldonem Jeanem) pokonał Joe Hendry’ego (c) poprzez pinfall | Singles match o Impact Digital Media Championship                      | 6:09  |
| 4 | Kushida pokonał Alana Angelsa, Jake’a Somethinga, Jonathana Greshama, Kevina Knighta i Mike’a Baileya                                                                                        | Ultimate X match o miano pretendenta do Impact X Division Championship | 11:11 |
| 5 | Killer Kelly i Masha Slamovich pokonały The Coven (Taylor Wilde i KiLynn King) (c) poprzez pinfall                                                                                           | Tag team match o Impact Knockouts World Tag Team Championship          | 9:04  |
| 6 | Scott D’Amore i Eric Young pokonali Bully’ego Raya i Deanera poprzez pinfall | Tag team match Darren McCarty był specjalnym enforcerem.               | 11:49 |
| 7 | Lio Rush pokonał Chrisa Sabina (c) poprzez pinfall | Singles match o Impact X Division Championship                         | 1:20  |
| 8 | Subculture (Mark Andrews i Flash Morgan Webster) (z Dani Luną) pokonali ABC (Ace’a Austina i Chrisa Beya) (c), Moose’a i Briana Myersa oraz Richa Swanna i Samiego Callihana poprzez pinfall | Four-way tag team match o Impact World Tag Team Championship           | 10:36 |
| 9 | Eddie Edwards (z Alishą Edwards) pokonał Frankiego Kazariana (z Traci Brooks) poprzez pinfall                                                                                                | Singles match                                                          | 17:43 |
| 10 | Trinity pokonała Deonnę Purrazzo (c) poprzez submission | Singles match o Impact Knockouts World Championship                    | 14:25 |
| 11 | Alex Shelley (c) pokonał Nicka Aldisa poprzez pinfall | Singles match o Impact World Championship                              | 16:31 |
| (c) – mistrz/mistrzyni przed walkąD – walka była dark matchem (nietransmitowana w TV)P – walka miała miejsce w pre-show | |                                                                        |       |